# Dracula (pel·lícula de 1979)
Dracula és una pel·lícula de terror gòtica de 1979 dirigida per John Badham. Fou protagonitzada per Frank Langella en el paper principal, així com Laurence Olivier, Donald Pleasence i Kate Nelligan.
La pel·lícula es va basar en la novel·la de Bram Stoker de 1897 Dràcula i la seva adaptació escènica de 1924, tot i que gran part de la trama original de Stoker va ser revisada per fer la pel·lícula—que es va anunciar amb el lema "A Love Story"—més romàntica. La pel·lícula va rebre crítiques majoritàriament positives i va tenir un èxit moderat de taquilla. Va guanyar el Premi Saturn de 1979 a la millor pel·lícula de terror.

## Argument
A Whitby, Yorkshire, el 1913, el comte Dràcula arriba des de Transsilvània amb el vaixell Demeter una nit de tempesta. Mina Van Helsing, que visita la seva amiga Lucy Seward, descobreix el cos de Dràcula després que el seu vaixell s'ha encallat i el rescata. El comte visita la Mina i els seus amics a la casa del pare de Lucy, el doctor Jack Seward, la mansió del qual a dalt dels penya-segats també serveix com a asil local. Al sopar, demostra ser un convidat encantador i deixa una forta impressió en els amfitrions, especialment en Lucy. Menys encantat per aquest guapo comte és Jonathan Harker, el promès de la Lucy.
Més tard aquella nit, mentre Lucy i Jonathan tenen una cita secreta, Dràcula revela la seva veritable naturalesa mentre cau sobre la Mina per beure la seva sang. L'endemà al matí, la Lucy troba la Mina desperta al llit, lluitant per respirar. Impotent, veu morir la seva amiga, però només troba ferides a la gola. La Lucy es culpa de la mort de la Mina, ja que l'havia deixat sola.
Sense saber la causa de la mort, el doctor Seward truca al pare de la Mina, el professor Abraham Van Helsing, que sospita el que podria haver matat la seva filla: un vampir. Comença a preocupar-se pel destí que pot tenir ara la seva filla aparentment morta. Seward i Van Helsing investiguen les seves sospites i descobreixen una obertura amb urpes a l'interior del taüt de la Mina, que els condueix a les mines locals. És allà on es troben amb la forma espantosa d'una Mina no morta i depèn d'un Van Helsing distret destruir el que queda de la seva filla.
Mentrestant, la Lucy ha estat convocada a Carfax Abbey, la nova llar de Dràcula. Ella es revela enamorada d'aquest príncep estranger i s'ofereix obertament a ell com la seva núvia. Després d'una seqüència surrealista de "nit de noces", la Lucy, com la Mina abans que ella, està ara infectada per la sang de Dràcula. Els dos metges aconsegueixen donar a Lucy una transfusió de sang per frenar el seu descens al vampirisme, però ella roman sota l'encanteri de Dràcula.
Ara ajudats per Jonathan, els metges s'adonen que l'única manera de salvar la Lucy és destruint Dràcula. Aconsegueixen localitzar el seu taüt dins dels terrenys de l'abadia de Carfax, però el vampir els espera. Tot i que és de dia, Dràcula segueix sent un adversari molt poderós. Dràcula escapa dels seus intents de matar-lo, irromp a l'asil per alliberar la captiva Lucy i també renya el seu esclau, Milo Renfield, per advertir els altres sobre ell. Renfield es disculpa i suplica per la seva vida, però Dràcula el mata trencant-li el coll. Dràcula fa els preparatius per tornar a Transsilvània amb la Lucy.
Harker i Van Helsing aborden el vaixell que transporta Dràcula i Lucy com a càrrega amb destinació a Transsilvània. Sota coberta, Harker i Van Helsing troben Dràcula i Lucy dormint en un taüt. Van Helsing intenta estacar Dràcula, però Lucy protesta, despertant Dràcula. En la lluita, Van Helsing és ferit de mort per Dràcula mentre és empalat amb l'estaca destinada al vampir. Dràcula ara centra la seva atenció en Harker. Van Helsing utilitza la seva força restant per llançar un ganxo lligat a una corda, lligada a l'aparell del vaixell, a l'esquena del Dràcula. Harker aprofita la seva oportunitat i puja el vampir a través de la bodega de càrrega fins a la part superior de l'aparell del vaixell, on mor d'una mort dolorosa quan els raigs del sol li cremen el cos.
Van Helsing mor per les seves ferides. Aparentment, la Lucy torna a ser ella mateixa. La Lucy somriu enigmàticament quan nota que la capa d'en Dràcula vola cap a l'horitzó.

## Repartiment
- Frank Langella com a Comte Dràcula
- Laurence Olivier com a professor Abraham Van Helsing
- Donald Pleasence com el Dr. Jack Seward
- Kate Nelligan com a Lucy Seward
- Trevor Eve com a Jonathan Harker
- Jan Francis com a Mina Van Helsing
- Janine Duvitski com a Annie
- Tony Haygarth com a Milo Renfield
- Teddy Turner com a Swales
- Sylvester McCoy com a Walter Myrtle

## Producció

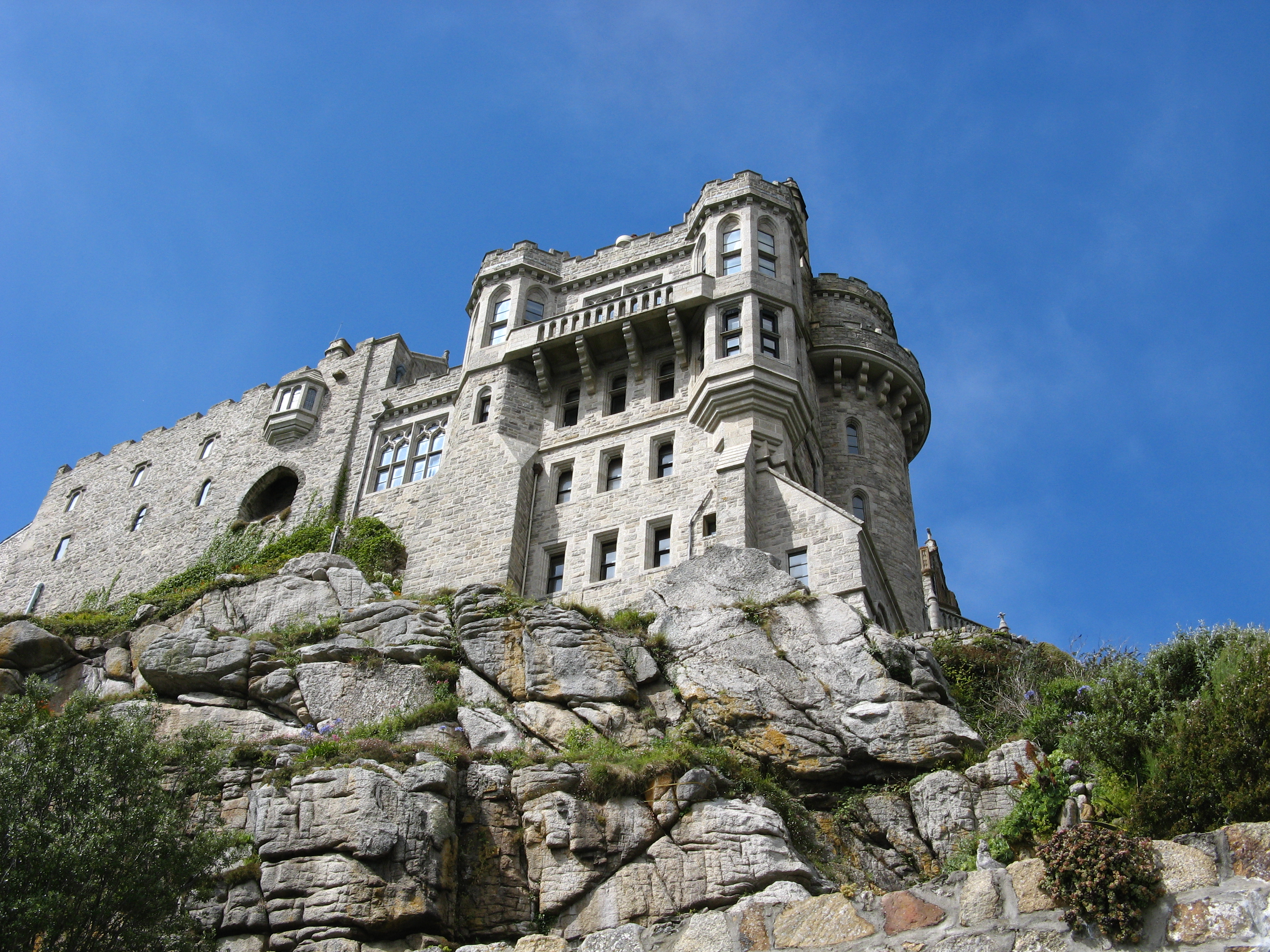
La capella de St Michael, utilitzada com a ubicació de l'abadia de Carfax a la pel·lícula

Com la versió anterior de 1931 d'Universal protagonitzada per Bela Lugosi, el guió d'aquesta adaptació de la novel·la de Bram Stoker Dràcula es basa en l'adaptació escènica de Hamilton Deane i John L. Balderston, que fou representada a Broadway i també protagonitzada per Langella en una actuació nominada a un Premi Tony. Ambientada en el període eduardià, i dissenyada sorprenentment per Edward Gorey, l'obra va tenir més de 900 representacions entre l'octubre de 1977 i el gener de 1980. Langella també va aparèixer a l'obra per una tirada limitada a l'West End. L'obra també és coneguda per canviar els noms dels personatges de Mina Harker i Lucy Westenra. Quan se li va preguntar a Badham per què també havia canviat els seus noms a la seva pel·lícula, va dir que no se'n recordava del tot, però que potser ell i Richter "sentien que Mina era un nom tonto i que Lucy era un bon nom".
La pel·lícula es va rodar a Anglaterra, als Shepperton Studios i Black Park, Buckinghamshire. Les ubicacions a Cornualla es van duplicar per a la majoria de les escenes exteriors de Whitby; Tintagel (per a Seward's Asylum) i St Michael's Mount (per a Carfax Abbey). El castell de Dràcula era una matte de vidre pintada per Albert Whitlock.
Gilbert Taylor va ser el director de fotografia, i la partitura musical original va ser aportada per John Williams.
Segons Frank Langella, el comte Dràcula era "una força dominant i agressiva. Ha de tenir la senyoreta Lucy o morir. Ell vol el que vol i no ho analitza. Dràcula com a personatge és molt eròtic. ... Una dona pot ser totalment passiva amb Dràcula: 'em va fer beure, no ho vaig poder evitar'. ... Dràcula sembla representar una mena de porta a l'abandonament sexual impossible amb una mera mortal. A més, està oferint la immortalitat si prens una dona per la força i alhora amb suavitat, no pots fallar."
Langella va voler explorar aspectes del personatge que no s'havien mostrat abans: "Vaig decidir que era un home molt vulnerable i eròtic, no encanador i deslligat i sense sentit de l'humor ni la humanitat. No volia que semblés arrossegat. estentori o autoritari, com se'l presenta sovint, volia mostrar un home que, tot i ser malvat, estava sol i podia enamorar-se".
Langella va mantenir aquesta visió molts anys després de l'estrena de la pel·lícula. A la seva entrevista del 2017 durant el L Festival Internacional de Cinema Fantàstic de Catalunya va dir que "va veure un senyor rn [Dràcula], mentre que els dolents eren els que volien destruir-lo, i ho veiem avui en molts casos: la ignorància porta al desig de destruir persones diferents, hi ha el patiment dels homosexuals, o de les dones". Langella recorda que l'inici del rodatge va ser molt desorganitzat. El director de fotografia es va canviar i tenien canvis continus de plans. Tanmateix, l'actor va dir que el procés "va sortir bé" al final.
Tanmateix, els records més vius de Langella van ser els seus esforços per crear un Dràcula diferent. “No volia semblar a Bela Lugosi, ni a Christopher Lee”, recorda Langella. Així va llegir la novel·la i va trobar que el personatge era “gòtic, elegant, solitari, sense ningú que entengués el seu problema, que consistia en la necessitat de la sang per sobreviure”. Langella també va entendre que l'atracció que el personatge produïa entre les dones era clau per adonar-se del seu enorme "poder de seducció", que Langella no va dubtar a utilitzar.1.
Badham va contractar el compositor John Williams per escriure la partitura musical de la pel·lícula. Originalment, Williams havia de marcar el desastre de ciència-ficció de Ronald Neame Meteor, però nombrosos retards en la producció van obligar a Williams a retirar-se del projecte, alliberant-lo de treballar amb Badham. Williams va gravar la partitura amb la reconeguda London Symphony Orchestra a la primavera de 1979. L'àlbum de la banda sonora original va ser llançat per MCA Records, seguit d'una edició Deluxe que inclou la partitura completa de Varèse Sarabande el 2018.

## Recepció

### Taquilla
El 1979, almenys tres pel·lícules de Dràcula es van estrenar arreu del món: aquesta pel·lícula, Nosferatu: Phantom der Nacht del director alemany occidental  Werner Herzog, i la comèdia Amor a la primera mossegada. L’èxit d'Amor a la primera mossegada, protagonitzada per George Hamilton, pot haver estat rellevant per la resposta silenciosa que va experimentar aquesta versió. La pel·lícula es va estrenar al primer lloc a la taquilla dels Estats Units amb un cap de setmana d'estrena de 3.141.281 dòlars bruts a nivell nacional procedents de 455 sales de cinema però va funcionar modestament a la taquilla, amb una recaptació de 20.158.970 dòlars nacionals, i va ser vista com una mica de decepció per l'estudi.

### Resposta crítica
Roger Ebert del Chicago Sun-Times, va donar a la pel·lícula 3½ estrelles de 4, i va escriure: "Quin Dràcula tan elegantment vist, tot ombres, sang i vapors i Frank Langella. perseguint amb la gràcia d'un gat. La pel·lícula és un triomf de la performance, la direcció artística i l'estat d'ànim sobre els materials que poden prestar-se tan fàcilment a l'autosàtira... Aquest Dràcula restaura el personatge a la puresa de les seves primeres aparicions al cinema..." Janet Maslin de The New York Times, va declarar: "En fer aquest darrer viatge a la pantalla amb color viu, Dracula ha perdut una mica de sang. La versió cinematogràfica no manca d'estil, en tot cas, té estil de sobra. Però moltes de les seves seqüències són tan febrils, i l'estat d'ànim varia tan dràsticament d'un episodi a un altre, que el ritme es torna inútil, fins i tot pesant, després una estona." L'historiador del cinema Leonard Maltin va donar a la pel·lícula 1,5 de les 4 possibles estrelles, descrivint-la com "Ombrívola... amb l'aclamada interpretació de Broadway de Langella sabotejada per trucs de terror de moda i canvis mal concebuts a la novel·la de Bram Stoker."

### Reconeixements
| Any  | Premi / Festival                                                            | Categoria                        | Receptor(s)      | Resultat  |
| ---- | --------------------------------------------------------------------------- | -------------------------------- | ---------------- | --------- |
| 1979 | 9è Festival Internacional de París del Cinema Fantàstic i de Ciència-Ficció | Licorne d'Or (millor pel·lícula) | Dracula          | Guanyador |
| 1979 | 7ns Premis Saturn                                                           | Millor pel·lícula de terror      | Dracula          | Guanyador |
| 1979 | 7ns Premis Saturn                                                           | Millor actor                     | Frank Langella   | Nominat   |
| 1979 | 7ns Premis Saturn                                                           | Millor actor secundari           | Donald Pleasence | Nominat   |
| 1979 | 7ns Premis Saturn                                                           | Millor director                  | John Badham      | Nominat   |
| 1979 | 7ns Premis Saturn                                                           | Millor maquillatge               | Peter Robb-King  | Nominat   |

## Vídeo casolà
La pel·lícula va arribar a All-Time Horror Rentals de Variety el 1993, però va caure en una relativa foscor cinematogràfica durant anys, en part perquè tenia un llançament de vídeo molt limitat fora dels EUA.

### Recoloració del vídeo
La versió cinematogràfica del 1979 sembla notablement diferent de les impressions posteriors. Quan la pel·lícula va ser reeditada per a un llançament en pantalla ampla disc làser el 1991, el director va optar per alterar la sincronització del color, desaturant l'aspecte de la pel·lícula.
John Badham tenia la intenció de rodar la pel·lícula en blanc i negre (per reflectir la pel·lícula monocroma de 1931 i la sensació cruda de la producció escènica de Gorey), però els executius d'Universal Studios es van oposar. El director de fotografia Gilbert Taylor va ser convidat a rodar la pel·lícula amb colors càlids i "daurats", per mostrar el distintiu disseny de producció. La versió original no s'ha projectat àmpliament des de la dècada de 1980. A part d'una emissió ocasional, com ara a TCM en format pan and scan, la pel·lícula ha estat efectivament descatalogada.
El 2018, una edició per fans amb una relació d'aspecte de 2,35:1 va restaurar la sincronització del color de sala basada en els llançaments de disc làser i VHS originals, així com fotografies i materials de referència que van provocar un llançament oficial l'any següent.
Un anunci de Shout! Factory de juliol de 2019 va revelar que la pel·lícula havia tingut llicència per llançar la versió original de 1979 en color de Drácula en Blu-ray; es va llançar el novembre de 2019. Aquesta és la primera vegada que la versió original de Dracula de 1979 s'ha posat a la venda des que es va publicar per primera vegada en VHS i disc làser el 1982. També inclou la versió desaturada disponible anteriorment en un altre disc.
El novembre de 2020, Black Hill Pictures i KOCH Media van publicar una "edició cinematogràfica" recentment restaurada amb la versió en color de Dracula de 1979 a Blu-ray (Regió B/2). Aquesta és la segona vegada que la versió original de 1979 es posa a disposició comercial fent ús de materials d'origen de més qualitat després del llançament de la reimpressió més antiga de Shout! Factory.